# Parque Tecnológico Sartenejas
El Parque Tecnológico Sartenejas (PTS) de la Universidad Simón Bolívar es una plataforma que sirve para vincular, promover, financiar, administrar y ejecutar iniciativas de emprendimiento e innovación, que se han traducido en el desarrollo de empresas, fomentando la transferencia de tecnología, gestionando la propiedad intelectual y generando recursos para expandir la capacidad emprendedora de la universidad.

## Historia
El PTS fue creado el 21 de diciembre de 1992 por resolución del Consejo Directivo de la USB, con la finalidad de vincular a la USB con su entorno, incubar empresas de innovación y emprendimiento y fomentar la transferencia tecnológica. En la actualidad cuenta con cuatro gerencias: Innovación y Emprendimiento, Proyectos, Infraestructura y Administración.

### Junta Directiva 2011-2016
El Directorio de PTS aprobó la designación de Gerardo Fernández (presidente), María Antonia Cervilla (vicepresidenta), y a Klaus Jaffé, Tomás Páez y Ángelo Burgazzi, como directores de la corporación, para el período 2011-2016.

## Servicios

### Emprendimiento
El proceso de acompañamiento de PTS a emprendedores para desarrollar su idea de negocio y ampliar las posibilidades de crecimiento y sostenibilidad, inicia con la preincubación de la empresa para posteriormente pasar a la incubación.

#### Preincubación[3]
Esta etapa brinda a los emprendedores herramientas necesarias para elaborar una idea de negocios a través de talleres y asesorías.

#### Incubación[4]
Es la siguiente fase a la de preincubación. En ella los emprendedores crean sus empresas y reciben ayuda en aspectos legales, propiedad intelectual y servicios administrativos y de mercadeo.

### Pymes aliadas
Las pequeñas y medianas empresas que están operativas pueden ingresar a la fase de incubación, presentando una propuesta de proyecto ante un comité evaluador para optar por los diferentes servicios de asesoría, alquiler de espacios de trabajos y redes de contacto que ofrece el PTS.

## Instalaciones
El PTS tiene tres sedes en Caracas.
- Sartenejas: Carretera Hoyo de la Puerta, Tecnópolis USB.
- Torre La Primera: Avenida Francisco de Miranda, Edificio Torre La Primera, piso 15.
- Parque Central: Avenida Lecuna, Complejo Urbanístico Parque Central, Edificios Tajamar y Catuche, Niveles Oficinas 1 y 2.